# Amtstitel
Amtstitel sind in Österreich Titel, die Beamte im Rahmen ihrer Tätigkeit führen. Zum Teil sind die Amtstitel durch Verwendungsbezeichnungen ersetzt, die den speziellen Aufgabenbereich des Beamten zum Ausdruck bringen. Der Begriff Amtstitel war auch in Deutschland üblich, wo er jedoch in der ersten Hälfte des 20. Jahrhunderts von Amtsbezeichnung abgelöst wurde.
Amtstitel und Verwendungsbezeichnungen sind in Österreich gesetzlich festgelegt. Die Verleihung erfolgt beim Bund durch den Bundespräsidenten. Dieser kann aber den jeweils zuständigen Bundesminister ermächtigen, selbst Beamte bestimmter Kategorien zu ernennen. Der Beamte hat ein gesetzliches Recht auf Führung des Amtstitels.
Vertragsbedienstete des Bundes sind berechtigt, entsprechend ihrer Entlohnungsgruppe gleichlautende Verwendungs- bzw. (im Universitätsbereich) Funktionsbezeichnungen zu führen.

## Grundlagen

### Bundesrecht
Gemäß § 63 Beamten-Dienstrechtsgesetz 1979 (BDG) sind Bundesbeamte berechtigt, einen ihrer Verwendungs- bzw. Besoldungsgruppe entsprechenden Amtstitel zu führen. Beamtinnen führen die Amtstitel und die Verwendungsbezeichnungen, soweit dies sprachlich möglich ist, in der weiblichen Form. Auch im Ruhestand führen Beamte den zuletzt getragenen Amtstitel, allerdings mit dem Zusatz „i. R.“, weiter. Im Besonderen Teil des Gesetzes werden die einzelnen Amtstitel und Verwendungsbezeichnungen aufgeführt.
Die analoge Rechtsgrundlage für die Führung der Verwendungs- und Funktionsbezeichnungen durch Vertragsbedienstete wurde in § 7a des Vertragsbedienstetengesetzes 1948 (VBG) geschaffen.
Basis der Amtstitel, Verwendungs- und Funktionsbezeichnungen im Einzelnen:
- Allgemeiner Verwaltungsdienst: § 140 BDG; § 67a VBG
- Exekutivdienst: § 145a BDG, DGV BMI, DGV BMJ; siehe auch: Dienstgrade der österreichischen Sicherheitsexekutive
- Militärischer Dienst: § 152 BDG, DGV BMLV; siehe auch: Dienstgrade des österreichischen Bundesheeres
- Universitätslehrer
  - Universitätsprofessoren: § 166 BDG; §§ 49i, 57a VBG
  - Universitätsdozenten: § 172b BDG; § 55a VBG
  - Universitätsassistenten: § 185 BDG; § 49p VBG
  - Lehrer an Universitäten: § 197 BDG
- Hochschullehrpersonen: § 200i BDG; § 48l VBG
- Lehrer: § 217 BDG; §§ 43, 43b, 44a, 45a VBG
  - Schulqualitätsmanagement: § 227a BDG; § 48u VBG
  - Schulevaluation: § 227b BDG; § 58d VBG
- Post- und Fernmeldewesen: § 230 BDG
- Krankenpflegedienst: § 231c BDG; § 60a VBG
- Staatsanwälte: § 175 RStDG

Ehemalige Rechtsgrundlagen waren § 40 der Dienstpragmatik von 1914, die Amtstitelverordnung von 1926 und § 24 des Beamten-Dienstrechtsgesetzes von 1977.

### Landesrecht
Die Bundesländer haben eigene Regelungen für ihre Beamten.
- Burgenland: §§ 77, 78 Burgenländisches Landesbeamten-Dienstrechtsgesetz 1997
- Kärnten: § 68, Anl. 2 Kärntner Dienstrechtsgesetz 1994 (nur Verwendungsbezeichnungen)
- Niederösterreich: §§ 40, 117 Dienstpragmatik der Landesbeamten 1972
- Oberösterreich: § 36 Oö. Landesbeamtengesetz 1993 mit Oö. Landesbeamtenverordnung
- Salzburg: § 16, Anl. Salzburger Landes-Beamtengesetz 1987
- Steiermark: § 246, Anl. Dienst- und Besoldungsrecht der Bediensteten des Landes Steiermark (übergangsweise)
- Tirol: § 3 Landesbeamtengesetz 1998
- Vorarlberg: § 42 Landesbedienstetengesetz 1988 mit Landesbeamten-Amtstitelverordnung
- Wien: § 64 Dienstordnung 1994 mit Amtstitelverordnung

## Amtstitel im Allgemeinen Verwaltungsdienst des Bundes
Für den Allgemeinen Verwaltungsdienst ist mit Eintritt in ein öffentlich-rechtliches Dienstverhältnis die Verwendungsbezeichnung Beamter vorgesehen.

### Höherer Dienst (A1), Entlohnungsgruppe v1
Für Beamte des Höheren Dienstes (A1), der sogenannten „A-Laufbahn“ oder Akademiker, treten an die Stelle der Verwendungsbezeichnung Beamter folgende Amtstitel. Für Vertragsbedienstete der Entlohnungsgruppe v1 sind gleichnamige Verwendungsbezeichnungen vorgesehen. Bei Beamten wird hierbei zwischen Bachelor-Absolventen und Absolventen mit einem höheren Abschluss unterschieden.
| Amtstitel | Abkürzung | Funktionsgruppen Beamte                  | Bewertungsgruppen Vertragsbedienstete | min. Besoldungsdienstalter                        | min. Besoldungsdienstalter |
| Amtstitel | Abkürzung | Funktionsgruppen Beamte                  | Bewertungsgruppen Vertragsbedienstete | Beamte mit höherem Abschluss, Vertragsbedienstete | Beamte mit Bachelor        |
| --------- | --------- | ---------------------------------------- | ------------------------------------- | ------------------------------------------------- | -------------------------- |
| Kommissär | Kmsr      | Grundlaufbahn sowie Funktionsgruppen 1–6 | v1/1 bis v1/4                         | kein                                              | kein                       |
| Rat       | R         | Grundlaufbahn sowie Funktionsgruppen 1–6 | v1/1 bis v1/4                         | 10 Jahre                                          | 12 Jahre                   |
| Oberrat   | OR        | Grundlaufbahn sowie Funktionsgruppen 1–6 | v1/1 bis v1/4                         | 13½ Jahre                                         | 15½ Jahre                  |
| Hofrat    | HR        | Funktionsgruppen 2–4                     | v1/2 und v1/3                         | 19½ Jahre                                         | 21½ Jahre                  |
| Hofrat    | HR        | Funktionsgruppen 5, 6                    | v1/4                                  | 17½ Jahre                                         | 19½ Jahre                  |
| Hofrat    | HR        | Funktionsgruppen 7–9                     | v1/5 bis v1/7                         | kein                                              | kein                       |

Anstelle des Titels Hofrat tritt für einen Beamten, der einem Ministerium zugewiesen ist, der Amtstitel Ministerialrat (Abkürzung: MinR); für einen Beamten, der der Parlamentsdirektion zugewiesen ist, der Amtstitel Parlamentsrat. Analog geschieht dies bei den Verwendungsbezeichnungen von Vertragsbediensteten.

### Gehobener Dienst (A2), Entlohnungsgruppe v2
Für Beamte des gehobenen Dienstes (A2), der sogenannten „B-Laufbahn“ oder Maturanten, treten an die Stelle der Verwendungsbezeichnung Beamter folgende Amtstitel. Für Vertragsbedienstete der Entlohnungsgruppe v2 sind gleichnamige Verwendungsbezeichnungen vorgesehen.
| Amtstitel    | Abkürzung | Funktionsgruppen Beamte                   | Bewertungsgruppen Vertragsbedienstete | min. Besoldungsdienstalter |
| ------------ | --------- | ----------------------------------------- | ------------------------------------- | -------------------------- |
| Revident     | Rev       | alle                                      | alle v2                               | kein                       |
| Oberrevident | ORev      | alle                                      | alle v2                               | 10 Jahre                   |
| Amtsrat      | AR        | Grundlaufbahn sowie Funktionsgruppen 1, 2 | v2/1 und v2/2                         | 16½ Jahre                  |
| Amtsdirektor | ADir      | Funktionsgruppen 3–8                      | v2/3 bis v2/6                         | 16½ Jahre                  |

### Fachdienst (A3), Entlohnungsgruppen v3 und h1
Für Beamte des Fachdienstes (A3), der sogenannten „C-Laufbahn“ oder Mittleren Reife, treten an die Stelle der Verwendungsbezeichnung Beamter folgende Amtstitel. Für Vertragsbedienstete der Entlohnungsgruppen v3 und h1 sind gleichnamige Verwendungsbezeichnungen vorgesehen.
| Amtstitel         | Abkürzung       | Funktionsgruppen Beamte                   | Bewertungsgruppen Vertragsbedienstete | min. Besoldungsdienstalter |
| ----------------- | --------------- | ----------------------------------------- | ------------------------------------- | -------------------------- |
| Kontrollor        | Kontr / Kntlr   | alle                                      | alle v3 und h1                        | kein                       |
| Oberkontrollor    | OKontr / OKntlr | alle                                      | alle v3 und h1                        | 10 Jahre                   |
| Fachinspektor     | FI              | Grundlaufbahn sowie Funktionsgruppen 1, 2 | v3/1 und v3/2; h1/1 und h1/2          | 17 Jahre                   |
| Fachoberinspektor | FOI             | Funktionsgruppen 3–8                      | v3/3 bis v3/5; h1/3 und h1/4          | 17 Jahre                   |

### Qualifizierter mittlerer Dienst (A4), Entlohnungsgruppen v4 und h2
Für Beamte des Mittleren Dienstes (A4), der sogenannten „D-Laufbahn“, treten an die Stelle der Verwendungsbezeichnung Beamter folgende Amtstitel. Für Vertragsbedienstete der Entlohnungsgruppen v4 und h2 sind gleichnamige Verwendungsbezeichnungen vorgesehen.
| Amtstitel         | Abkürzung       | Funktionsgruppen Beamte | Bewertungsgruppen Vertragsbedienstete | min. Besoldungsdienstalter |
| ----------------- | --------------- | ----------------------- | ------------------------------------- | -------------------------- |
| Amtsassistent     | AAss            | alle                    | alle v4 und h2                        | kein                       |
| Oberamtsassistent | OAAss           | alle                    | alle v4 und h2                        | 10 Jahre                   |
| Kontrollor        | Kontr / Kntlr   | Grundlaufbahn           | v4/2 und h2/1                         | 17 Jahre                   |
| Oberkontrollor    | OKontr / OKntlr | Funktionsgruppen 1, 2   | v4/3; h2/2 und h2/3                   | 17 Jahre                   |

### Mittlerer Dienst (A5), Entlohnungsgruppe h3
Für Beamte der sogenannten „E-Laufbahn“ (A5) treten an die Stelle der Verwendungsbezeichnung Beamter folgende Amtstitel. Für Vertragsbedienstete der Entlohnungsgruppe h3 sind gleichnamige Verwendungsbezeichnungen vorgesehen.
| Amtstitel         | Abkürzung | min. Besoldungsdienstalter |
| ----------------- | --------- | -------------------------- |
| Amtsassistent     | AAss      | kein                       |
| Oberamtsassistent | OAAss     | 17 Jahre                   |

### Qualifizierter Hilfsdienst (A6) und Hilfsdienst (A7), Entlohnungsgruppen v5, h4 und h5
Für Beamte der Verwendungsgruppen A6 und A7 treten an die Stelle der Verwendungsbezeichnung Beamter folgende Amtstitel. Für Vertragsbedienstete der Entlohnungsgruppen h4, v5 und h5 sind gleichnamige Verwendungsbezeichnungen vorgesehen.
| Amtstitel    | Abkürzung | min. Besoldungsdienstalter |
| ------------ | --------- | -------------------------- |
| Amtswart     | AW        | kein                       |
| Oberamtswart | OAW       | 17 Jahre                   |

### Ausnahmen
Mit der jeweiligen Führungsfunktion führt der Beamte abweichend folgende Verwendungsbezeichnungen:
- Kabinettsdirektor (Leiter der Präsidentschaftskanzlei)
- Botschafter (Sonderberater des Bundespräsidenten in internationalen Angelegenheiten; den Leiter des Internationalen Dienstes der Parlamentsdirektion; den außenpolitischen Berater des Bundeskanzlers und den außenpolitischen Berater des Vizekanzlers)
- Sektionschef (Leiter einer Sektion in einem Ministerium; Abkürzung: SektChef)
- Gruppenleiter (Leiter einer Gruppe in einem Ministerium)
- Abteilungsleiter (Leiter einer Abteilung in einem Ministerium)
- Referatsleiter (Leiter eines Referates in einem Ministerium)

Neben den Amtstitel und Verwendungsbezeichnungen kann ein Beamter einen Berufstitel, wie z. B. Hofrat, Regierungsrat, Amtsrat oder Kanzleirat verliehen bekommen. In solchen Fällen ist der Beamte zur Führung beider Titel berechtigt.

## Titelführung
Ein Amtstitel ist vor einem allfälligen Berufstitel und immer vor einem allfälligen akademischen Grad (bzw. der Standesbezeichnung Ingenieur) zu führen.
- Beispiel: Der Direktor (= Amtstitel) eines Realgymnasiums, Dr. Y., erhält den Berufstitel „Hofrat“. Korrekte Titulatur: „Direktor Hofrat Dr. Y.“  –  mündliche Anrede fast immer: „Herr Hofrat“, da der auszeichnende Berufstitel gegenüber dem schon zuvor zustehenden Amtstitel als höherwertig angesehen wird. In Schriftform haben sich in förmlicher Anrede Doppeltitulaturen „S.g. Herrn Direktor Hofrat Dr. Y.“ – oder an Türtafeln „Direktor Hofrat Dr. Y“ – durchaus erhalten.